# Йордановский сад
Йордано́вский сад (пол. Ogród jordanowski) — название специального места в польских городах, которое предназначено для проведения игровых, воспитательных и образовательных детских, подростковых и школьных мероприятий. Сегодня, как правило, йордановские сады обустроены игровыми и различными спортивными площадками. Существуют также специальные детские учреждения, носящие наименование «Йордановский сад».
Термин возник в начале XX века, когда польский общественный деятель и педагог Генрик Йордан основал в Кракове парк, в котором проводил на специально отведённых для этого площадках образовательные программы для детей по истории Польши. Последователи Герика Йордана стали организовывать подобные программы на открытом воздухе в парках в различных городах Польши. Данное движение широко распространилось по всей Польше и до Второй мировой войны подобные детские места возникли почти в каждом польском населённом пункте, сохранив название основателя этого движения. В йордановских садах обустраивались игровые и спортивные площадки. До начала Первой мировой войны подобные места играли значительную роль в патриотическом воспитании польского населения в Галиции.
Несмотря на то, что в настоящее время образовательная цель, которую преследовал Генрик Йордан в основанном им парке в Кракове, ушла на второй план, название сохранилось в лексиконе польской педагогики и обозначает в большей мере место, предназначенное для физического развития детей и подростков.